# Cláudio Heinrich
Cláudio Heinrich Meier (ur. 20 listopada 1972 roku w Rio de Janeiro, w stanie Rio de Janeiro) – brazylijski aktor telewizyjny i model szwajcarskiego pochodzenia, znany w Polsce z telenoweli Alvaro.

## Filmografia

### serie TV
- 1989: Xou da Xuxa jako Paquito Claudinho
- 1995–97: Malhação jako Dado/Eduardo Siqueira Jr.
- 1998: Alvaro (Era Uma Vez...) jako Frederico 'Filé' Reis
- 2000: Uga Uga jako Adriano Karabastos (Tatuapú)
- 2001: Brava Gente jako Alberto (Beto)
- 2002: Serca studentów (Coração de Estudante) jako Gustavo Brandão (Baú)
- 2003: Xuxa w świecie wyobraźni (Xuxa no Mundo da Imaginação) jako Cláudio
- 2003: Sprawiedliwości gorącej linii (Linha Direta Justiça) jako Henrique Emmanuel Gregoris
- 2005: Dowód miłości (Prova de Amor) jako Rafael Avelar (Rafa)
- 2007: Drogi serca (Caminhos do Coração) jako Danilo Mayer (Dan)
- 2008: Os Mutantes jako Daniel Mayer (Dan)
- 2009: Obietnice miłości (Promessas de Amor) jako Danilo Mayer (Dan)
- 2010: Piękna paskuda (Bela, a Feia) jako Rodolfo
- 2011: Gra (Vidas em Jogo) jako Elton

### filmy
- 1990: Letni sen (Sonho de Verão) jako Cláudio (obóz dla nastolatków)
- 1990: Kryształowy księżyc (Lua de Cristal) jako Claudinho Paquita
- 1991: Gaucho Czarny (Gaúcho Negro) jako João
- 1991: Skóra kwiatu (A Flor da Pele) jako Júnior
- 1999: Xuxa Requebra jako Cláudio
- 2003: Xuxa Abracadabra jako książę
- 2004: Didi potrzebne jest dziecko (Didi Quer Ser Criança) jako Felipe (dorosły)